# Verein für Leibesübungen Wolfsburg 2021-2022 (femminile)
Questa voce raccoglie le informazioni riguardanti la squadra femminile del Verein für Leibesübungen Wolfsburg nelle competizioni ufficiali della stagione 2021-2022.

## Divise e sponsor
Le tenute di gioco sono le stesse del Wolfsburg maschile. Il main sponsor era l'azienda proprietaria della società, la casa automobilistica Volkswagen tramite l'iconico marchio VW stampato sulla parte anteriore della maglietta, mentre quello tecnico, fornitore delle tenute di gioco, era Nike.
| Casa | Trasferta | Terza divisa |

## Organigramma societario
Area tecnica
- Allenatore: Tommy Stroot

## Rosa
Rosa, ruoli e numeri di maglia come da sito ufficiale, aggiornata al 28 ottobre 2021.
| N. |                        | Ruolo | Calciatrice       |
| -- | ---------------------- | ----- | ----------------- |
| 1  | Germania (bandiera)    | P     | Almuth Schult     |
| 2  | Paesi Bassi (bandiera) | D     | Lynn Wilms        |
| 4  | Germania (bandiera)    | D     | Kathrin Hendrich  |
| 5  | Germania (bandiera)    | D     | Lena Oberdorf     |
| 6  | Paesi Bassi (bandiera) | D     | Dominique Janssen |
| 7  | Germania (bandiera)    | A     | Pauline Bremer    |
| 8  | Germania (bandiera)    | C     | Lena Lattwein     |
| 9  | Germania (bandiera)    | D     | Anna Blässe       |
| 10 | Germania (bandiera)    | C     | Svenja Huth       |
| 11 | Germania (bandiera)    | A     | Alexandra Popp    |
| 12 | Germania (bandiera)    | P     | Julia Kassen      |
| 13 | Germania (bandiera)    | D     | Felicitas Rauch   |
| 14 | Paesi Bassi (bandiera) | C     | Jill Roord        |
| 16 | Germania (bandiera)    | C     | Sandra Starke     |

| N. |                        | Ruolo | Calciatrice              |
| -- | ---------------------- | ----- | ------------------------ |
| 17 | Polonia (bandiera)     | A     | Ewa Pajor                |
| 18 | Paesi Bassi (bandiera) | A     | Joëlle Smits             |
| 19 | Danimarca (bandiera)   | D     | Sofie Svava              |
| 20 | Germania (bandiera)    | A     | Pia-Sophie Wolter        |
| 21 | Svezia (bandiera)      | A     | Rebecka Blomqvist        |
| 22 | Paesi Bassi (bandiera) | A     | Shanice van de Sanden    |
| 23 | Germania (bandiera)    | D     | Sara Doorsoun            |
| 24 | Germania (bandiera)    | D     | Joelle Wedemeyer         |
| 28 | Germania (bandiera)    | A     | Tabea Waßmuth            |
| 30 | Germania (bandiera)    | P     | Lisa Weiß                |
| 31 | Germania (bandiera)    | C     | Lotta Cordes             |
| 32 | Islanda (bandiera)     | A     | Sveindís Jane Jónsdóttir |
| 33 | Germania (bandiera)    | A     | Turid Knaak              |
| 77 | Polonia (bandiera)     | P     | Katarzyna Kiedrzynek     |

## Calciomercato

### Sessione estiva
| Acquisti | Acquisti                 | Acquisti          | Acquisti      |
| R.       | Nome                     | da                | Modalità      |
| -------- | ------------------------ | ----------------- | ------------- |
| P        | Lisa Weiß                | Aston Villa       | [ 4 ]         |
| D        | Lynn Wilms               | Twente            |               |
| C        | Lena Lattwein            | Hoffenheim        | [ 5 ]         |
| C        | Jill Roord               | Arsenal           |               |
| A        | Sveindís Jane Jónsdóttir | Kristianstads DFF | Fine prestito |
| A        | Turid Knaak              | Atlético Madrid   |               |
| A        | Joëlle Smits             | PSV               |               |
| A        | Sandra Starke            | Friburgo          |               |
| A        | Tabea Waßmuth            | Hoffenheim        | definitivo    |

| Cessioni | Cessioni             | Cessioni         | Cessioni |
| R.       | Nome                 | a                | Modalità |
| -------- | -------------------- | ---------------- | -------- |
| P        | Friederike Abt       | Bayer Leverkusen |          |
| C        | Ingrid Syrstad Engen | Barcellona       |          |
| C        | Lara Dickenmann      | Grasshopper      |          |
| C        | Lisanne Gräwe        | Bayer Leverkusen |          |
| A        | Fridolina Rolfö      | Barcellona       |          |

### Sessione invernale
| Acquisti | Acquisti                 | Acquisti          | Acquisti      |
| R.       | Nome                     | da                | Modalità      |
| -------- | ------------------------ | ----------------- | ------------- |
| A        | Sveindís Jane Jónsdóttir | Kristianstads DFF | fine prestito |

| Cessioni | Cessioni      | Cessioni              | Cessioni   |
| R.       | Nome          | a                     | Modalità   |
| -------- | ------------- | --------------------- | ---------- |
| D        | Sara Doorsoun | Eintracht Francoforte | definitivo |
| C        | Sofie Svava   | Real Madrid           | definitivo |

## Risultati

### Frauen-Bundesliga

#### Girone di andata
| Arbitro: | Derlin (Bad Schwartau) |

|                           |           |  |
| Pajor 17’, 58’ Wolter 87’ | Marcatori |  |

| Arbitro: | Hussein (Bad Harzburg) |

|  |           |                          |
|  | Marcatori | 78’ Hendrich 90+2’ Pajor |

| Arbitro: | Westerhoff (Bochum) |

|                                                 |           |  |
| Roordr 37’ Evels 41’ (aut.) Huth 54’ Starke 65’ | Marcatori |  |

| Arbitro: | Wacker (Marbach am Neckar) |

|                         |           |                        |
| Büchele 30’ Kayikçi 50’ | Marcatori | 4’ Waßmuth 54’ Janssen |

| Arbitro: | Wildfeuer (Lubecca) |

|                                      |           |  |
| van de Sanden 36’ Roord 72’ Huth 85’ | Marcatori |  |

| Arbitro: | Söder (Ingolstadt) |

|                               |           |           |
| Billa 12’ Oberdorf 82’ (rig.) | Marcatori | 52’ Roord |

| Arbitro: | Arlt (Münster) |

|                              |           |                           |
| Janssen 34’, 90+4’ Roord 66’ | Marcatori | 4’ Prašnikar 20’ Freigang |

| Arbitro: | Wacker (Marbach am Neckar) |

|  |           |           |
|  | Marcatori | 69’ Roord |

| Arbitro: | Wildfeuer (Lubecca) |

|                                                      |           |              |
| Bremer 6’, 58’ Roord 42’ Blomqvist 71’ Waßmuth 90+2’ | Marcatori | 87’ Endemann |

| Arbitro: | Duske (Leverkusen) |

|                                                     |           |  |
| Starke 35’ Smits 48’ Roord 60’ Rauch 71’ Bremer 80’ | Marcatori |  |

| Arbitro: | Michel (Gau-Odernheim) |

|            |           |              |
| Wieder 41’ | Marcatori | 25’ Lattwein |

#### Girone di ritorno
| Arbitro: | Söder (Ingolstadt) |

|  |           |                              |
|  | Marcatori | 3’ Lattwein 22’, 82’ Waßmuth |

| Arbitro: | Derlin (Bad Schwartau) |

|                                       |           |            |
| Waßmuth 9’ Oberdorf 36’ Blomqvist 79’ | Marcatori | 1’ Sternad |

| Arbitro: | Joos (Leinfelden-Echterdingen) |

|            |           |                           |
| Browne 17’ | Marcatori | 31’ Janssen 58’ Blomqvist |

| Arbitro: | Duske (Leverkusen) |

|                                                         |           |             |
| Janssen 15’ (rig.) Bremer 48’ Blomqvist 51’ Waßmuth 59’ | Marcatori | 79’ Kayikçi |

| Arbitro: | Heimann (Gladbeck) |

|              |           |                                                  |
| Beckmann 69’ | Marcatori | 21’, 32’ Jónsdóttir 37’, 63’ Waßmuth 90+1’ Roord |

| Arbitro: | Söder (Ingolstadt) |

|                            |           |  |
| Rauch 9’ Lattwein 18’, 32’ | Marcatori |  |

| Arbitro: | Wacker (Marbach am Neckar) |

|              |           |                                       |
| Reuteler 85’ | Marcatori | 9’, 26’ Roord 14’ Lattwein 45’ Bremer |

| Arbitro: | Wildfeuer (Lubecca) |

|                                                                   |           |  |
| Huth 8’ Wedemeyer 33’ Waßmuth 39’ Popp 77’ Oberdorf 82’ Pajor 90’ | Marcatori |  |

| Arbitro: | Heimann (Gladbeck) |

|              |           |                                                            |
| Endemann 37’ | Marcatori | 17’ (rig.), 67’ Janssen 28’ Pajor 34’ Waßmuth 90+2’ Starke |

| Arbitro: | Schwermer (Rieder) |

|            |           | |
| Arnold 80’ | Marcatori | 8’ Pajor 10’ Jónsdóttir 19’ (aut.) Kremlitschka 25’ Rauch 38’ Lattwein 46’ Roord 57’ Popp 81’ Waßmuth 83’ Bremer 85’ Huth |

| Arbitro: | Derlin (Bad Schwartau) |

|                                                                          |           |            |
| Lattwein 3’ Waßmuth 13’, 45’ Pajor 35’, 42’ Blässe 38’ van de Sanden 70’ | Marcatori | 75’ Pollak |

### DFB-Pokal
| Arbitro: | Duske (Leverkusen) |

|            |           |                            |
| Uveges 21’ | Marcatori | 43’, 85’ Huth 44’ Oberdorf |

| Arbitro: | Söder (Ingolstadt) |

|  |           |                                         |
|  | Marcatori | 12’ (rig.) Janssen 45+3’ Roord 77’ Huth |

| Arbitro: | Rafalski (Baunatal) |

|                                                                     |           |  |
| Janssen 14’ (rig.) Rauch 16’ Smits 64’, 66’ Blomqvist 68’, 85’, 90’ | Marcatori |  |

| Arbitro: | Michel (Gau-Odernheim) |

|                        |           |                            |
| Damnjanović 50’ (rig.) | Marcatori | 19’, 61’ Roord 80’ Waßmuth |

| Arbitro: | Wacker (Lehrensteinsfeld) |

|                                      |           |  |
| Pajor 11’, 33’ Roord 43’ Janssen 69’ | Marcatori |  |

### UEFA Women's Champions League

#### Qualificazioni

##### Secondo turno
| Arbitro: | Lorraine Watson |

|                                 |           |                        |
| Pajor 13’ Roord 19’ Janssen 60’ | Marcatori | 14’ Snoeijs 70’ Cardia |

| Arbitro: | María Dolores Martinez Madrona |

|                                   |                      |                         |
| Snoeijs 36’ Gomes 67’ Cardia 119’ | Marcatori            | 25’, 102’ Pajor         |
| Périsset Bilbault Folkertsma      | Tiri di rigore 0 – 3 | Oberdorf Pajor Doorsoun |

#### Fase a gironi
| Arbitro: | Lina Lehtovaara |

|                                   |           |                            |
| Kerr 12’ England 51’ Harder 90+2’ | Marcatori | 18’, 48’ Waßmuth 34’ Roord |

| Arbitro: | Frida Nielsen |

|                                                 |           |  |
| Huth 18’ Waßmuth 26’, 43’ Janssen 51’ Smits 68’ | Marcatori |  |

| Arbitro: | Anastasija Pustovojtova |

|                    |           |                          |
| Girelli 22’, 90+1’ | Marcatori | 25’ Lattwein 65’ Waßmuth |

| Arbitro: | Marta Huerta De Aza |

|  |           |                                    |
|  | Marcatori | 53’ (aut.) Hendrich 90+3’ Stašková |

| Arbitro: | Henrikke Nervik |

|  |           |                                            |
|  | Marcatori | 21’ (aut.) Pereira 84’ Roord 90+3’ Waßmuth |

| Arbitro: | Monzul' |

|                                |           |  |
| Huth 16’, 23’ Waßmuth 60’, 78’ | Marcatori |  |

#### Fase a eliminazione diretta
| Arbitro: | Jana Adámková |

|                |           |             |
| Wubben-Moy 89’ | Marcatori | 19’ Waßmuth |

| Arbitro: | Ivana Projkovska |

|                                |           |  |
| Roord 9’ Williamson 73’ (aut.) | Marcatori |  |

| Arbitro: | Sandra Bastos |

|                                                                   |           |           |
| Bonmatí 3’ Graham Hansen 10’ Hermoso 33’ Putellas 38’, 85’ (rig.) | Marcatori | 73’ Roord |

| Arbitro: | Cheryl Foster |

|                       |           |  |
| Waßmuth 47’ Roord 59’ | Marcatori |  |

## Statistiche

### Statistiche di squadra
| Competizione         | Punti | In casa | In casa | In casa | In casa | In casa | In casa | In trasferta | In trasferta | In trasferta | In trasferta | In trasferta | In trasferta | Totale | Totale | Totale | Totale | Totale | Totale | DR  |
| Competizione         | Punti | G       | V       | N       | P       | Gf      | Gs      | G            | V            | N            | P            | Gf           | Gs           | G      | V      | N      | P      | Gf     | Gs     | DR  |
| -------------------- | ----- | ------- | ------- | ------- | ------- | ------- | ------- | ------------ | ------------ | ------------ | ------------ | ------------ | ------------ | ------ | ------ | ------ | ------ | ------ | ------ | --- |
| Frauen-Bundesliga    | 59    | 11      | 11      | 0       | 0       | 46      | 6       | 11           | 8            | 2            | 1            | 36           | 10           | 22     | 19     | 2      | 1      | 82     | 16     | +66 |
| DFB-Pokal der Frauen | -     | 1       | 1       | 0       | 0       | 7       | 0       | 3            | 3            | 0            | 0            | 9            | 2            | 5      | 5      | 0      | 0      | 20     | 2      | +18 |
| Champions League     | -     | 6       | 5       | 0       | 1       | 16      | 4       | 6            | 1            | 3            | 2            | 12           | 14           | 12     | 6      | 3      | 3      | 28     | 18     | +10 |
| Totale               | -     | 19      | 18      | 0       | 1       | 79      | 11      | 19           | 11           | 5            | 3            | 47           | 25           | 39     | 30     | 5      | 4      | 130    | 36     | +94 |

### Andamento in campionato
| Giornata  | 1 | 2 | 3 | 4 | 5 | 6 | 7 | 8 | 9 | 10 | 11 | 12 | 13 | 14 | 15 | 16 | 17 | 18 | 19 | 20 | 21 | 22 |
| --------- | - | - | - | - | - | - | - | - | - | -- | -- | -- | -- | -- | -- | -- | -- | -- | -- | -- | -- | -- |
| Luogo     | C | T | C | T | C | T | C | T | C | C  | T  | T  | C  | T  | C  | T  | C  | T  | C  | T  | T  | C  |
| Risultato | V | V | V | N | V | P | V | V | V | V  | N  | V  | V  | V  | V  | V  | V  | V  | V  | V  | V  | V  |
| Posizione | 2 | 2 | 2 | 2 | 2 | 4 | 2 | 1 | 1 | 1  | 1  | 1  | 1  | 1  | 1  | 1  | 1  | 1  | 1  | 1  | 1  | 1  |

Legenda:

Luogo: C = Casa; T = Trasferta. Risultato: V = Vittoria; N = Pareggio; P = Sconfitta.

### Statistiche delle giocatrici
| Giocatore        | Frauen-Bundesliga | Frauen-Bundesliga | Frauen-Bundesliga | Frauen-Bundesliga | DFB-Pokal der Frauen | DFB-Pokal der Frauen | DFB-Pokal der Frauen | DFB-Pokal der Frauen | Champions League | Champions League | Champions League | Champions League | Totale   | Totale | Totale      | Totale     |
| Giocatore        | Presenze          | Reti              | Ammonizioni       | Espulsioni        | Presenze             | Reti                 | Ammonizioni          | Espulsioni           | Presenze         | Reti             | Ammonizioni      | Espulsioni       | Presenze | Reti   | Ammonizioni | Espulsioni |
| ---------------- | ----------------- | ----------------- | ----------------- | ----------------- | -------------------- | -------------------- | -------------------- | -------------------- | ---------------- | ---------------- | ---------------- | ---------------- | -------- | ------ | ----------- | ---------- |
| A. Blässe        | 3                 | 1                 | 0                 | 0                 | 2                    | 0                    | 0                    | 0                    | 0                | 0                | 0                | 0                | 5        | 1      | 0           | 0          |
| R. Blomqvist     | 15                | 4                 | 1                 | 0                 | 2                    | 2                    | 0                    | 0                    | 6                | 0                | 0                | 0                | 23       | 6      | 1           | 0          |
| P. Bremer        | 11                | 6                 | 0                 | 0                 | 4                    | 0                    | 0                    | 0                    | 6                | 0                | 0                | 0                | 21       | 6      | 0           | 0          |
| L. Cordes        | 2                 | 0                 | 0                 | 0                 | 3                    | 0                    | 0                    | 0                    | 2                | 0                | 1                | 0                | 7        | 0      | 1           | 0          |
| S. Doorsoun      | 5                 | 0                 | 1                 | 0                 | -                    | -                    | -                    | -                    | 5                | 0                | 0                | 0                | 10       | 0      | 1           | 0          |
| K. Hendrich      | 20                | 2                 | 1                 | 0                 | 5                    | 0                    | 0                    | 0                    | 12               | 0                | 0                | 0                | 37       | 2      | 1           | 0          |
| S. Huth          | 20                | 4                 | 3                 | 0                 | 4                    | 3                    | 0                    | 0                    | 12               | 3                | 2                | 0                | 36       | 10     | 5           | 0          |
| D. Janssen       | 22                | 7                 | 0                 | 0                 | 4                    | 3                    | 2                    | 0                    | 12               | 2                | 1                | 0                | 38       | 12     | 3           | 0          |
| S. Jónsdóttir    | 8                 | 3                 | 0                 | 0                 | 3                    | 0                    | 0                    | 0                    | 4                | 0                | 0                | 0                | 15       | 3      | 0           | 0          |
| J. Kassen        | 0                 | 0                 | 0                 | 0                 | 0                    | 0                    | 0                    | 0                    | 0                | 0                | 0                | 0                | 0        | 0      | 0           | 0          |
| K. Kiedrzynek    | 1                 | 0                 | 0                 | 0                 | -                    | -                    | -                    | -                    | 0                | 0                | 0                | 0                | 1        | 0      | 0           | 0          |
| T. Knaak         | 16                | 0                 | 0                 | 0                 | 4                    | 0                    | 1                    | 0                    | 8                | 0                | 0                | 0                | 28       | 0      | 1           | 0          |
| L. Lattwein      | 19                | 7                 | 4                 | 0                 | 5                    | 0                    | 1                    | 0                    | 12               | 1                | 3                | 0                | 36       | 8      | 8           | 0          |
| L. Oberdorf      | 17                | 2                 | 2                 | 0                 | 4                    | 1                    | 2                    | 0                    | 9                | 0                | 5                | 0                | 30       | 3      | 9           | 0          |
| E. Pajor         | 7                 | 8                 | 0                 | 0                 | 2                    | 2                    | 0                    | 0                    | 5                | 3                | 1                | 0                | 14       | 13     | 1           | 0          |
| A. Popp          | 9                 | 2                 | 1                 | 0                 | 2                    | 0                    | 0                    | 0                    | 4                | 0                | 1                | 0                | 15       | 2      | 2           | 0          |
| F. Rauch         | 17                | 3                 | 1                 | 0                 | 4                    | 1                    | 1                    | 0                    | 9                | 0                | 4                | 1                | 30       | 4      | 6           | 1          |
| J. Roord         | 22                | 10                | 1                 | 0                 | 4                    | 4                    | 2                    | 0                    | 12               | 6                | 1                | 0                | 38       | 20     | 4           | 0          |
| A. Schult        | 16                | -12               | 0                 | 0                 | 3                    | -1                   | 0                    | 0                    | 10               | -16              | 0                | 0                | 29       | -29    | 0           | 0          |
| J. Smits         | 13                | 1                 | 0                 | 0                 | 2                    | 2                    | 0                    | 0                    | 2                | 1                | 0                | 0                | 17       | 4      | 0           | 0          |
| S. Starke        | 18                | 3                 | 0                 | 0                 | 3                    | 0                    | 0                    | 0                    | 5                | 0                | 0                | 0                | 26       | 3      | 0           | 0          |
| S. Svava         | 8                 | 0                 | 0                 | 0                 | 2                    | 0                    | 0                    | 0                    | 4                | 0                | 1                | 0                | 14       | 0      | 1           | 0          |
| S. Van de Sanden | 10                | 2                 | 1                 | 0                 | 1                    | 0                    | 0                    | 0                    | 4                | 0                | 0                | 0                | 15       | 2      | 1           | 0          |
| T. Waßmuth       | 21                | 13                | 1                 | 0                 | 5                    | 1                    | 0                    | 0                    | 11               | 10               | 1                | 0                | 37       | 24     | 2           | 0          |
| J. Wedemeyer     | 20                | 1                 | 3                 | 0                 | 4                    | 1                    | 0                    | 0                    | 10               | 0                | 4                | 0                | 34       | 2      | 7           | 0          |
| L. Weiß          | 5                 | -3                | 0                 | 0                 | 2                    | -1                   | 0                    | 0                    | 2                | -2               | 0                | 0                | 9        | -6     | 0           | 0          |
| L. Wilms         | 11                | 0                 | 0                 | 0                 | 3                    | 0                    | 1                    | 0                    | 3                | 0                | 0                | 0                | 17       | 0      | 1           | 0          |
| P. Wolter        | 3                 | 1                 | 0                 | 0                 | 1                    | 0                    | 0                    | 0                    | 3                | 0                | 0                | 0                | 7        | 1      | 0           | 0          |